# 多邊形二面體
多邊形二面體是由2個多邊形面組成的多面體，是一種二面體，為由兩個共用相同的一組邊的多邊形面組成的多面體。在三維歐幾里德空間中，如果它的面是平的，就會屬於退化的多面體，即與多邊形相同，並不具有體積；而在三維球面中，與平面的兩面體可以認為是透鏡，它的一個例子是一個透鏡空間L(p,q)的基本域。多邊形二面體也可以被稱為雙面體（bihedra）、平面多面體（flat polyhedra）或二重覆蓋多邊形（doubly covered polygons）。
通常一個普通的二面體隱含的意義是多邊形（2正多邊形疊在一起），因此施萊夫利符號中利用{n,2}來表示。
多邊形二面體可以作為一個球面鑲嵌以非退化的形式存在，其由2個n條邊的面覆蓋整個球面，每個面恰好佔據一個半球，頂點位於球面的大圓上。若這個球面鑲嵌的多邊形二面體頂點的間距相等，那麼這個幾何結構就是正圖形，稱為正多邊形二面體。
n邊形二面體的對偶多面體為n面形，由n個二角形共用兩個頂點組成。
多邊形二面體可以截半為多香腸面形（lucanicohedron）。

## 作為平面多面體
多邊形二面體可以被認為是退化的柱體，其兩個底面直接「背對背」地連接起來，且沒有側面，因此這個柱體將沒有高度，也無法擁有體積。組成多邊形二面體的兩個多邊形必須是全等的，其若要能順利地以上述方式連接的話，這兩個多邊形必須互為鏡像。這只適用於兩個面之間的距離為零的情況；兩個面距離大於零的情況只在其面為無限的多邊形時（有點類似無限面形的二角形面，其寬度大於零，為無限延伸的條紋）。
多邊形二面體也可以從亞歷山德羅夫唯一性定理中產生，該定理將任何凸多面體的表面上的距離以局部歐幾里得空間化的模式來計算，除了有有限數量角虧之和為4π的點。
這一特性也適用於多邊形二面體表面的距離，因此亞歷山德羅夫唯一性定理的陳述要求將多邊形二面體視為凸多面體。
有些多邊形二面體可以作為一些多面體類型之系列的最初項存在，例如：底面為二角形的柱體是正方形二面體、底面為二角形的錐體是三角形二面體。
正多邊形二面體可以視為一種退化的正多面體，其在施萊夫利符號中以{n,2}表示，由2個施萊夫利符號表示為{n}的正多邊形組成，其中，n為正多邊形的邊數，也就是正n邊形。

## 作為球面鑲嵌
球面的多邊形二面體由2個球形多邊形組成，其在球面的大圓上共用n個相同的頂點；球面多邊形二面體的每個多邊形面都恰好填滿了一個半球。
球面正多邊形二面體由兩個球面正多邊形組成，這兩個球面正多邊形在球面的大圓上共用n個相同的頂點，並在大圓赤道上等距分布。
施萊夫利符號記為{2,2}的多面體是一個自身對偶的多面體，它既是多面形（二面形）也是多邊形二面體（二角形二面體）。
| 空間       | 球面                          | 球面                          | 球面                         | 球面                         | 球面                         | 球面                         | 球面                         | 球面 | 歐幾里得                         |
| ---------- | ----------------------------- | ----------------------------- | ---------------------------- | ---------------------------- | ---------------------------- | ---------------------------- | ---------------------------- | ---- | -------------------------------- |
| 名稱       | 零角形二面體                  | 一角形二面體                  | 二角形二面體                 | 三角形二面體                 | 正方形二面體                 | 五邊形二面體                 | 六邊形二面體                 | ...  | 無限邊形二面體                   |
| 圖像       |                               |                               |                              |                              |                              |                              |                              | ...  |                                  |
| 施萊夫利   | {0,2}                         | {1,2}                         | {2,2}                        | {3,2}                        | {4,2}                        | {5,2}                        | {6,2}                        | ...  | {∞,2}                            |
| 考克斯特   | node_1 · 0x · node · 2 · node | node_1 · 1x · node · 2 · node | node_1 · 2 · node · 2 · node | node_1 · 3 · node · 2 · node | node_1 · 4 · node · 2 · node | node_1 · 5 · node · 2 · node | node_1 · 6 · node · 2 · node | ...  | node_1 · infin · node · 2 · node |
| 面         | 2 {0}                         | 2 {1}                         | 2 {2}                        | 2 {3}                        | 2 {4}                        | 2 {5}                        | 2 {6}                        | ...  | 2 {∞}                            |
| 邊和 頂點  | 0個頂點 1條邊                 | 1                             | 2                            | 3                            | 4                            | 5                            | 6                            | ...  | ∞                                |
| 對偶多面體 | 零面體                        | 一面形                        | 二面形                       | 三面形                       | 四面形                       | 五面形                       | 六面形                       | ...  | 無限面形                         |

## 無限邊形二面體
當多邊形二面體的邊數多達正無窮大時，則會出現不一樣的特性：該幾何結構不再是面互相背對背貼合的平面多面體，也不是球面鑲嵌，而是一個可以填滿整個平面的平面鑲嵌圖，其又稱為二階無限邊形鑲嵌。

## 多胞形二胞體
正多胞形二胞體是多邊形二面體在n維空間的類比，其施萊夫利符號記為{p,...,q,r,2}，由2個施萊夫利符號記為{p,...,q,r}的維面組成，並且共用施萊夫利符號記為{p,...,q}的维脊。

## 相關幾何圖形
| 球面鑲嵌  | 球面鑲嵌  | 二面體    | 二面體    | 二面體    | 二面體    | 二面體    | 二面體    | 二面體 | 歐式鑲嵌 仿緊空間 | 雙曲鑲嵌 非緊空間 |
| --------- | --------- | --------- | --------- | --------- | --------- | --------- | --------- | ------ | ----------------- | ----------------- |
| · {1,2} · | · {2,2} · | · {3,2} · | · {4,2} · | · {5,2} · | · {6,2} · | · {7,2} · | · {8,2} · | ...    | · {∞,2} ·         | · {iπ/λ,2} ·      |

### 截角多邊形二面體

截角三角形二面體

截角多邊形二面體是指經過截角變換的多邊形二面體。n邊形二面體由兩個n邊形背對背貼合組成，而截角之後，n邊形會變成2n邊形，並且在原有的頂點處形成二角形截面，因此n邊形二面體為由2個2n邊形背對背貼合組成，且貼合的棱處有n個二角形交錯地出現，沒有二角形的2n邊形-2n邊形貼合處則是直接貼合，因此其頂點為兩個2n邊形和一個二角形的公共頂點。例如截角三角形二面體，其由2個六邊形和3個二角形組成，這3個二角形交錯地出現在六邊形周圍。

## 外部連結
- 埃里克·韦斯坦因. . MathWorld.